# Alto El Olivillo
El Alto El Olivillo,  es un cerro precordillerano  la ciudad de Santiago

## Orografía
Las elevaciones circundantes más cercanas son:
- Cerro Pacheco (15.8 km)[2]
- Cerro Boñiguita (16.2 km)[2]
- Alto El Toro (20.4 km)[2]
- Cerro Las Canoítas (24.3 km)[2]
- Cerro El Medio (26 km)[2]
- Cerro Provincia (27.9 km)[2]